# سجدو بجراموویچ
سجدو بجراموویچ (انگلیسی: Sejdo Bajramović؛ ۷ ژوئیه ۱۹۲۷ – ۱۹۹۳ (۶۵−۶۶ سال)) سیاستمدار اهل یوگسلاوی بود. وی از ۱۶ مه ۱۹۹۱ تا ۳۰ ژوئن ۱۹۹۱ رئیس‌جمهور موقت یوگسلاوی بود.